# Dario Bernazza
Dario Bernazza (Priverno, 31 ottobre 1920 – Roma, 16 dicembre 1995) è stato un saggista e paroliere italiano.
Bernazza, come ha raccontato lui stesso nei suoi libri, ha lavorato da giovane per parecchio tempo come impiegato nel settore privato, poi ha svolto la professione di imprenditore commerciale, studiando filosofia da autodidatta; nella tarda maturità ha intrapreso l'attività di scrittore di saggi. L'argomento dei suoi libri, secondo la definizione dello stesso autore, è la "filosofia pratica", che consiste nell'applicazione della ragione e delle conoscenze filosofiche per risolvere i problemi più importanti della vita.
Ha partecipato come autore al Festival di Sanremo 1957 con Ondamarina, interpretata da Claudio Villa e Giorgio Consolini, e con  	Intorno a te (È sempre primavera), interpretata da Tina Allori e Tonina Torrielli.

## Libri
- La migliore maniera di vivere (1978)
- O si domina o si è dominati (1979), vincitore del Premio Selezione Bancarella, Edizioni Messaggerie del libro e Oscar Mondadori.
- La soluzione del problema vita (1982)
- La soluzione del problema Dio (1984)
- Il problema della pace (1985)
- Esistere non è vivere (1987)
- Vivere alla massima espressione (1989)